# Раласта кост
Раласта кост (лат. vomer) је непарна кост лица, која гради део коштане носне преграде. Она има облик трапезоидне коштане плочице на којој се разликују две бочне стране и четири ивице (предња, задња, горња и доња).
Бочне стране раласте кости су глатке и на њима су присутни плитки жлебови, преко којих пролазе крвни судови и нерви.
Горња ивица кости је дубоким жлебом подељена у две мање плочице, које се називају крилца (лат. alae vomeris). Преко овог дела раласта кост се зглобљава са телом клинасте кости. Доња ивица се увлачи у жлеб локализован дуж гребена на поду носне дупље. Предња ивица је најдужа и преко ње се раласта кост спаја са усправним листом ситасте кости и хрскавицом носне преграде, док је задња ивица слободна и она уједно чини задњу ивицу носне преграде.